# Partito Democratico Agrario di Romania
Il Partito Democratico Agrario di Romania (in romeno: Partidul Democrat Agrar din România - PDAR) è stato un partito politico romeno fondato nel 1990 da Victor Surdu.
Alle elezioni parlamentari del 1990 ottenne l'1,8% dei voti e 9 seggi alla camera, mentre alle successive elezioni parlamentari del 1992 non raggiunse lo sbarramento del 3% necessario ai fini della ripartizione dei seggi della camera, ottenendo, però, 5 mandati senatoriali.
Alle elezioni parlamentari del 1996 promosse la costituzione di un'alleanza con il Movimento Ecologista di Romania e il Partito Umanista Romeno; la coalizione, denominata Unione Nazionale di Centro (Uniunea Națională de Centru) ottenne soltanto lo 0,9% dei voti senza conseguire alcun seggio.
Nel 1998 il partito si fuse con il Partito Nuova Romania (Partidul Noua Românie) e il Partito Liberale-Cristiano (Partidul Liberal Creștin), costituendo il Partito Nazionale Romeno (Partidul Național Român). Il nuovo soggetto politico si presentò alle elezioni parlamentari del 2000 con il Partito dell'Unità Nazionale Romena.

## Storia

### Fondazione e ruolo nel governo provvisorio
In seguito alla rivoluzione romena del 1989 che rovesciò il regime comunista di Nicolae Ceaușescu il potere fu assunto ad interim da un governo provvisorio (il Consiglio del Fronte di Salvezza Nazionale, CFSN, poi denominato Consiglio provvisorio di unità nazionale, CPUN) costituito principalmente da ex membri del Partito Comunista Romeno (PCR) che, nel febbraio 1990, formarono il partito del Fronte di Salvezza Nazionale (FSN), grande gruppo politico che dominò la presenza nelle istituzioni e nei mezzi di informazione nel primo periodo di transizione alla democrazia. Il 31 dicembre 1989 il CFSN con presidente Ion Iliescu emanò il decreto di abolizione del partito unico, consentendo la formazione di nuovi gruppi. Sorsero, quindi, numerosi nuovi partiti che miravano ad avere rappresentanza in parlamento.
Nel gennaio 1990, nel quadro del primo governo provvisorio, il Roman I, fu nominato ministro segretario di stato del Ministero dell'agricoltura l'agronomo e già membro del CPUN Victor Surdu. Questi il 29 gennaio costituì il Partito Democratico Agrario di Romania (PDAR), nato in difesa di tre sicurezze fondamentali: quella alimentare, quella sociale e quella nazionale. Fu un partito di centro con dottrina ruralista ma, a differenza di altri nuovi partiti ruralisti come il Partito Nazionale Contadino Cristiano Democratico (PNȚCD), ebbe una componente nazionalista conservatrice che lo avvicinò al fronte ideologico del FSN. La sua prima conferenza nazionale si tenne tra l'11 e il 12 aprile 1990, mentre il primo congresso, che ufficializzò le nomine alla dirigenza, venne celebrato tra il 21 e il 22 giugno dello stesso anno presso l'Ateneo rumeno di Bucarest.
Il PDAR partecipò al governo provvisorio fino al giugno 1990 portando a termine, tramite il lavoro dei ministri Nicolae Ștefan e Victor Surdu, importanti decreti legislativi, come il decreto 42/1990 che consentiva agli agricoltori di rientrare in possesso dei terreni confiscati e collettivizzati dallo stato nel periodo 1949-1962, e avviando processi di riforma nel campo dell'agricoltura.
Tra il 1990 e il 1992 il PDAR crebbe assorbendo numerosi piccoli partiti e associazioni: il Partito Democratico del Lavoro Agricolo, Industriale e Intellettuale (Partidul Democrat al Muncii Agricole, Industriale și Intelectuale), il Partito della Ricostruzione Nazionale di Romania (Partidul Reconstrucției Naționale din România), il Partito dell'Unità e della Dignità Nazionale (Partidul Unității și Demnității Naționale), il Partito Democratico dell'Unità del Villaggio Romeno (Partidul Democrat al Unității Satului Românesc) e il Partito del Lavoro e della Giustizia Sociale di Romania (Partidul Muncii și Dreptății Sociale din România).

### Ingresso in parlamento
In occasione delle elezioni per la I legislatura del maggio 1990 il PDAR ottenne 9 deputati (1,83% delle preferenze), ma nessun senatore (1,59%). Per preservare la propria indipendenza, il PDAR non indicò nessun candidato alla presidenza della repubblica, né sostenne il candidato di un altro partito. I deputati eletti furono Victor Surdu, Costache Bejan, Gheorghe Chivu, Constantin Gib, Nicolae Iuruc, Valeriu Pescaru, Gheorghe Scrieciu, Dumitru Teaci, Ioan Seracin (sostituito nel febbraio 1992 da Eugen Ardelean) e Gligor Ciortea (sostituito nel febbraio 1992 dal deputato del PNȚCD Liviu Lalu). Visto il ristretto numero di parlamentari, il PDAR formò un gruppo parlamentare denominato Gruppo parlamentare democratico-agrario e social-democratico (Grupul parlamentar democrat-agrar și social-democrat) insieme ai deputati del Partito Socialista Democratico Romeno e di altre piccole formazioni. Pur escluso dagli esecutivi presieduti da Petre Roman tra il giugno 1990 e il settembre 1991, il PDAR siglò comunque un accordo di collaborazione con il partito di governo. Nel luglio 1991 firmò la Carta per la Riforma e la Democrazia (Carta pentru Reforma și Democrație), documento che segnava la nascita di un'alleanza politica tra il FSN e i gruppi minori del Partito Nazionale Liberale-Ala Giovanile (PNL-AT), del PDAR e del Movimento Ecologista di Romania (MER). Questo fu definito dal primo ministro Roman come un atto di rispetto reciproco tra le varie forze e di partecipazione responsabile alle decisioni politiche assunte dal governo. La finalità era quella di realizzare consultazioni e valutazioni periodiche, in modo da permettere agli aderenti di realizzare un'opposizione costruttiva. Il PDAR si ritirà dall'accordo nel gennaio 1992. Nel corso della legislatura il PDAR partecipò al governo promosso dal FSN insieme ad altre forze politiche minori a sostegno del primo ministro Theodor Stolojan tra l'ottobre 1991 e il novembre 1992. Il ministro dell'agricoltura del governo Stolojan fu, infatti, Petru Mărculescu.
Alle prime elezioni amministrative locali del 1992 il PDAR risultò il terzo partito del paese, giungendo dietro ai due partiti maggiori, cioè il Fronte Democratico di Salvezza Nazionale (FDSN, centro-sinistra) e la Convenzione Democratica Romena (CDR, centro-destra). Pur concorrendo in diverse città e distretti in coalizione con il FDSN, il PDAR ottenne nel complesso l'elezione di 4.622 consiglieri comunali, 211 consiglieri di distretto e 232 sindaci.
Nell'autunno del 1992 si celebrarono le elezioni per il rinnovo del parlamento. Mentre al senato il partito ottenne il 3,30% delle preferenze, riuscendo ad ottenere l'elezione di 5 senatori (Ion Coja, Gigel Grigore, Victor Neagu, Emil Scurtu e Florin Velicu), alla camera conseguì 326.289 voti, pari al 2,9999%, sotto la soglia di sbarramento per uno scarto di appena 118 voti, rimanendo rocambolescamente senza rappresentanti alla camera dei deputati.
Dalle elezioni uscì vincitore il FDSN del presidente della repubblica Iliescu, che diede vita al governo Văcăroiu in alleanza con altri partner minori (Partito dell'Unità Nazionale Romena, Partito Grande Romania, Partito Socialista del Lavoro). Sebbene non ufficialmente affiliato al FDSN, il PDAR fornì in diverse occasioni il proprio appoggio parlamentare al nuovo esecutivo, passando ad una più decisa opposizione solamente nell'aprile 1994, quando il governo introdusse una tassa sui terreni agricoli per far fronte alle richieste del Fondo monetario internazionale.

### Tracollo del 1996
Mentre la popolarità del partito subì un crollo che si riflesse nei sondaggi, nel corso del III congresso del 2-3 marzo 1996 Surdu annunciò le proprie dimissioni da presidente. La nuova guida fu assunta da Mihai Berca.
Il calo fu confermato alle elezioni amministrative locali del giugno 1996, alle quali il PDAR ottenne 2.351 consiglieri comunali, 63 consiglieri di distretto e 199 sindaci, che introdussero la tornata elettorale nazionale del novembre 1996.
Mentre in un primo momento il partito considerò l'idea di presentare un candidato alla presidenza con la figura di Ion Coja, personaggio nazionalista già senatore del PDAR ed ex membro della formazione xenofoba del PUNR, le alleanze strette in estate cambiarono i piani della dirigenza. Dopo aver assorbito gli effimeri Partito Democratico Costituzionale di Romania (Partidul Democrat Constituţional din România) e Partito Ecologista-Umanista (Partidul Ecologist-Umanist), nella seconda parte dell'anno, infatti, il PDAR strinse un accordo con il Partito Umanista Romeno (PUR) di Dan Voiculescu e con il Movimento Ecologista di Romania (MER), che portò alla nascita della coalizione denominata Unione Nazionale di Centro (UNC). Questa riuniva le tre formazioni ed era mirata alla partecipazione su liste comuni alle elezioni parlamentari in Romania del 1996 e al sostegno congiunto al candidato presidenziale Ioan Pop de Popa, luminare della cardiologia vicino al PUR. La coalizione, tuttavia, non ottenne il successo auspicato e alle elezioni rimase sotto l'1% sia alla camera che al senato, senza ottenere alcun parlamentare. Visto l'insuccesso, l'UNC si sciolse subito dopo la tornata elettorale.

### Fusione con il Partito Nuova Romania
Rimasto fuori dal parlamento e soggetto a defezioni importanti (Surdu lasciò il partito alla fine del 1996), il PDAR cercò nuovi alleati. Nel marzo 1998 Berca raggiunse un accordo per la fusione con il nazionalista Partito Nuova Romania (Partidul Noua Românie) di Ovidiu Trăsnea e Virgil Măgureanu, ex direttore dell'intelligence del Serviciul Român de Informații. All'alleanza si aggiunse anche il minuscolo Partito Liberale Cristiano (Partidul Liberal-Creștin). Il nuovo soggetto politico si chiamò Partito Nazionale Romeno (Partidul Național Român, PNR) e la sua guida fu assunta da Viorel Cataramă.
Il PNR a sua volta sparì dalla scena politica romena nel 2000, dopo un'ulteriore fusione con il PUNR.

## Struttura

### Presidenti
- Victor Surdu (1990 - 1996)
- Mihai Berca (1996 - 1998)

## Risultati elettorali
| Elezione          | Elezione | Voti    | %    | Seggi   |
| ----------------- | -------- | ------- | ---- | ------- |
| Parlamentari 1990 | Camera   | 250.403 | 1,83 | 9 / 396 |
| Parlamentari 1990 | Senato   | 221.790 | 1,59 | 0 / 119 |
| Parlamentari 1992 | Camera   | 326.289 | 2,99 | 0 / 341 |
| Parlamentari 1992 | Senato   | 362.427 | 3,30 | 5 / 143 |
| Parlamentari 1996 | Camera   | 106.069 | 0,87 | 0 / 343 |
| Parlamentari 1996 | Senato   | 118.859 | 0,97 | 0 / 143 |
| 1.                |          |         |      |         |

| Elezione           | Elezione | Candidato        | Voti   | %    | Esito                 |
| ------------------ | -------- | ---------------- | ------ | ---- | --------------------- |
| Presidenziali 1996 | I turno  | Ioan Pop de Popa | 59.752 | 0,47 | ❌ Non eletta/o (10º) |

## Nelle istituzioni

### Governi
- Governo Roman I (1990)
- Governo Stolojan (1991 - 1992)

### Collocazione parlamentare
- Maggioranza (1990)

Governo Roman I
- Opposizione (1990-1991)

Governo Roman II, Governo Roman III
- Maggioranza (1991-1992)

Governo Stolojan
- Opposizione (1992-1996)

Governo Văcăroiu